# 余所亚
余所亚（1912年—1991年），笔名Soa，男，汉族，广东台山人，生于香港，中国漫画家，中国美术家协会理事，中国戏剧家协会理事。